# Serrasalminae
Sous-famille
Les Serrasalminés (Serrasalminae) forment une sous-famille de poissons dont les représentants les plus connus sont les piranhas.
Dans la classification scientifique, les serrasalminae sont une sous-famille de la famille des Serrasalmidae, de l’ordre des characiformes. Le nom lui-même signifie « famille des saumons à dents de scie », en raison de la forme de leurs nageoires ventrales.
Outre le piranha, le pacú est également un représentant de cette sous-famille de poissons.

## Liste des genres
Selon WRMS:
- genre Acnodon
- genre Catoprion
- genre Colossoma
- genre Metynnis
- genre Mylesinus
- genre Myletes
- genre Myleus
- genre Myloplus
- genre Mylossoma
- genre Ossubtus
- genre Piaractus
- genre Pristobrycon
- genre Pygocentrus
- genre Pygopristis
- genre Serrasalmo
- genre Serrasalmus
- genre Tometes
- genre Utiaritichthys